# Liste der Baudenkmäler in Coesfeld
Die Liste der Baudenkmäler in Coesfeld enthält die denkmalgeschützten Bauwerke auf dem Gebiet der Stadt Coesfeld im Kreis Coesfeld in Nordrhein-Westfalen (Stand: Januar 2021). Diese Baudenkmäler sind in der Denkmalliste der Stadt Coesfeld eingetragen; Grundlage für die Aufnahme ist das Denkmalschutzgesetz Nordrhein-Westfalen (DSchG NRW).

## Liste
| Bild | Bezeichnung                                                                                                  | Lage                                                           | Beschreibung | Bauzeit                        | Eingetragen seit | Denkmal- nummer |
| --- | --- | -------------------------------------------------------------- | --- | ------------------------------ | ---------------- | --------------- |
| weitere Bilder                                                                                               | Kath. Pfarrkirche St. Jakobi                                                                                 | Letter Straße 19 Karte                                         | |                                |                  | 1               |
| weitere Bilder                                                                                               | Kath. Pfarrkirche St. Lamberti                                                                               | Marktplatz Karte                                               | |                                |                  | 2               |
| weitere Bilder                                                                                               | ev. Freikirchliche Kirche (ehemalige Synagoge Coesfelds)                                                     | Weberstraße 7 Karte                                            | |                                |                  | 3               |
| weitere Bilder                                                                                               | Evangelische Kirche (ehemalige Jesuiten-Kirche St. Ignatius)                                                 | Bernhard-von-Galen-Straße/Kuchenstraße Karte                   | |                                |                  | 4               |
| ehem. Jesuitenkolleg, später Schlossgebäude heute Verwaltungsgebäude Stadt Coesfeld                          | ehem. Jesuitenkolleg, später Schlossgebäude heute Verwaltungsgebäude Stadt Coesfeld                          | Ecke Kuchenstraße/Bernhard-von-Galen-Straße Karte              | |                                |                  | 5               |
| weitere Bilder                                                                                               | Walkenbrückentor                                                                                             | Mühlenplatz/Loddeallee Karte                                   | |                                |                  | 6               |
| weitere Bilder                                                                                               | Ruine des ehemaligen Torhauses der Ludgerusburg                                                              | Osterwicker Straße / Zur Schanze Karte                         | |                                |                  | 7               |
| Pulverturm                                                                                                   | Pulverturm                                                                                                   | Schützenring 9 Karte                                           | |                                |                  | 8               |
| Dreiflügelanlage des Kreishauses                                                                             | Dreiflügelanlage des Kreishauses                                                                             | Schützenwall 18 Karte                                          | |                                |                  | 9               |
| Hausbesitzung der Kirchengemeinde St. Lamberti                                                               | Hausbesitzung der Kirchengemeinde St. Lamberti                                                               | Lambertiplatz 1 Karte                                          | |                                |                  | 10              |
| weitere Bilder                                                                                               | Kath. Pfarrkirche St. Johannes Baptista                                                                      | Lette Karte                                                    | |                                |                  | 11 Wikidata     |
| weitere Bilder                                                                                               | Kappenwindmühle von 1813                                                                                     | Lette Mühlenesch Karte                                         | | 1812/13                        |                  | 12              |
| Wohnhaus (Müllerhaus) von 1844                                                                               | Wohnhaus (Müllerhaus) von 1844                                                                               | Lette Mühlenesch 170 Karte                                     | |                                |                  | 12a             |
| äußere Baukörperform und Fassaden des Mehrfamilienhauses                                                     | äußere Baukörperform und Fassaden des Mehrfamilienhauses                                                     | Schützenring 47 Karte                                          | |                                |                  | 13              |
| äußere Baukörperform und die Fassade an der Süringstraße des Wohn- und Geschäftshauses                       | äußere Baukörperform und die Fassade an der Süringstraße des Wohn- und Geschäftshauses                       | Süringstraße 7 Karte                                           | |                                |                  | 14 (gelöscht)   |
| äußere Baukörperform und die Fassade an der Süringstraße des Wohn- und Geschäftshauses                       | äußere Baukörperform und die Fassade an der Süringstraße des Wohn- und Geschäftshauses                       | Süringstraße 9 Karte                                           | |                                |                  | 15              |
| weitere Bilder                                                                                               | Gebäude (ehem. Sparkassengebäude)                                                                            | Letter Straße 34/Jakobiring 1 Karte                            | Zweigeschossiges, fünfachsiges Backsteingebäude mit Walmdach. | um 1900                        | 14.01.1983       | 16              |
| äußere Baukörperform und die Fassaden des Wohn- und Geschäftshauses                                          | äußere Baukörperform und die Fassaden des Wohn- und Geschäftshauses                                          | Mühlenstraße 25                                                | |                                |                  | 17              |
| Hausbesitzung (ehem. Bürgerhaus)                                                                             | Hausbesitzung (ehem. Bürgerhaus)                                                                             | Mühlenstraße 25 Karte                                          | |                                |                  | 17a             |
| Baukörperform und die Fassaden der Hausbesitzung                                                             | Baukörperform und die Fassaden der Hausbesitzung                                                             | Mühlenstraße 3 Karte                                           | |                                |                  | 18              |
| weitere Bilder                                                                                               | äußere Baukörperform und die Fassade an der Mühlenstraße der Hausbesitzung                                   | Mühlenstraße 15 Karte                                          | |                                |                  | 19              |
| äußere Baukörperform und die Fassade an der Mühlenstraße der Hausbesitzung                                   | äußere Baukörperform und die Fassade an der Mühlenstraße der Hausbesitzung                                   | Mühlenstraße 23 Karte                                          | | 1803                           |                  | 20              |
| „Kleine Kreuzwegkapelle“                                                                                     | „Kleine Kreuzwegkapelle“                                                                                     | Sirksfeld Karte                                                | |                                |                  | 21              |
| „Große Kreuzwegkapelle“                                                                                      | „Große Kreuzwegkapelle“                                                                                      | Holtwicker Straße Karte                                        | |                                |                  | 22              |
| Station des „Großen Kreuzweges“                                                                              | Station des „Großen Kreuzweges“                                                                              | Ecke Borkener Straßen / Baakenesch Karte                       | |                                |                  | 23.1            |
| Station des „Großen Kreuzweges“                                                                              | Station des „Großen Kreuzweges“                                                                              | Ecke Borkener Straße / Lindenallee Karte                       | |                                |                  | 23.2            |
| Station des „Großen Kreuzweges“                                                                              | Station des „Großen Kreuzweges“                                                                              | Karte                                                          | |                                |                  | 23.3            |
| Station des „Großen Kreuzweges“                                                                              | Station des „Großen Kreuzweges“                                                                              | Karte                                                          | |                                |                  | 23.4            |
| Station des „Großen Kreuzweges“                                                                              | Station des „Großen Kreuzweges“                                                                              | Karte                                                          | |                                |                  | 23.5            |
| Station des „Großen Kreuzweges“                                                                              | Station des „Großen Kreuzweges“                                                                              | Karte                                                          | |                                |                  | 23.6            |
| Station des „Großen Kreuzweges“                                                                              | Station des „Großen Kreuzweges“                                                                              | Karte                                                          | |                                |                  | 23.7            |
| Station des „Großen Kreuzweges“                                                                              | Station des „Großen Kreuzweges“                                                                              | Karte                                                          | |                                |                  | 23.8            |
| Station des „Großen Kreuzweges“                                                                              | Station des „Großen Kreuzweges“                                                                              | Holtwicker Straße Karte                                        | |                                |                  | 23.9            |
| Station des „Großen Kreuzweges“                                                                              | Station des „Großen Kreuzweges“                                                                              | Holtwicker Straße, gegenüber Zufahrt zu Nr. 80a Karte          | |                                |                  | 23.10           |
| Station des „Großen Kreuzweges“                                                                              | Station des „Großen Kreuzweges“                                                                              | Karte                                                          | |                                |                  | 23.11           |
| Besitzung (Jagdschlösschen)                                                                                  | Besitzung (Jagdschlösschen)                                                                                  | Sirksfeld Sirksfeld Nr. 18 Karte                               | |                                |                  | 24              |
| Hausbesitzung                                                                                                | Hausbesitzung                                                                                                | Pfauengasse Nr. 6 Karte                                        | |                                |                  | 25              |
| äußere Baukörperform und die Fassaden der Hausbesitzung                                                      | äußere Baukörperform und die Fassaden der Hausbesitzung                                                      | Jakobiring 3 Karte                                             | |                                |                  | 26              |
| klassizistische Fassade der Stadt- und Kreisbücherei                                                         | klassizistische Fassade der Stadt- und Kreisbücherei                                                         | Walkenbrückenstr. 25 Karte                                     | Siebenachsige, zweigeschossige Fassade, die in den Neubau (1977) der Stadt- und Kreisbücherei integriert wurde. | um 1840                        | 07.10.1983       | 27              |
| Ehemalige Umspannstation                                                                                     | Ehemalige Umspannstation                                                                                     | Burgring Karte                                                 | |                                |                  | 28              |
| äußere Baukörperform und die Fassade an der Walkenbrückenstraße der Hausbesitzung                            | äußere Baukörperform und die Fassade an der Walkenbrückenstraße der Hausbesitzung                            | Walkenbrückenstraße 30 Karte                                   | |                                |                  | 29              |
| | Hausbesitzung                                                                                                | Walkenbrückenstraße 30                                         | |                                |                  | 29a             |
| äußere Baukörperform und die Fassade an der Gartenstraße der Hausbesitzung                                   | äußere Baukörperform und die Fassade an der Gartenstraße der Hausbesitzung                                   | Gartenstraße 30 und 32 Karte                                   | |                                |                  | 30              |
| äußere Baukörperform und die Fassaden der Hausbesitzung                                                      | äußere Baukörperform und die Fassaden der Hausbesitzung                                                      | Borkener Straße 5 Karte                                        | |                                |                  | 31              |
| äußere Baukörperform und die Fassaden der Hausbesitzung                                                      | äußere Baukörperform und die Fassaden der Hausbesitzung                                                      | Borkener Straße 2 Karte                                        | |                                |                  | 32              |
| BW | Speichergebäude auf dem Hof Münnich                                                                          | Letter Berg 28 Karte                                           | |                                |                  | 33              |
| Speichergebäude auf dem Hof Schulze Hillert                                                                  | Speichergebäude auf dem Hof Schulze Hillert                                                                  | Stevede 36 Karte                                               | |                                |                  | 34              |
| Süd-Giebel-Fassade (Straßengiebel) des ehemaligen Wohnhauses                                                 | Süd-Giebel-Fassade (Straßengiebel) des ehemaligen Wohnhauses                                                 | Große Viehstraße 24 Karte                                      | |                                |                  | 35              |
| weitere Bilder                                                                                               | Bischofsmühle (Wassermühle)                                                                                  | Bischofsmühle 10 Karte                                         | In ihren Fundamenten das älteste Gebäude der Stadt (12. Jh.). Voll funktionsfähige Museumsmühle. |                                |                  | 36              |
| Bildstock | Bildstock | Ecke Kalksbecker Weg / Grimpingstraße Karte                    | |                                |                  | 37              |
| Hausbesitzung                                                                                                | Hausbesitzung                                                                                                | Schüppenstraße 4 Karte                                         | |                                |                  | 38              |
| Fachwerk-Speicher auf der Hofanlage Brinkmann                                                                | Fachwerk-Speicher auf der Hofanlage Brinkmann                                                                | Gaupel 48 Karte                                                | |                                |                  | 39              |
| Kaplaneigebäude St. Lamberti                                                                                 | Kaplaneigebäude St. Lamberti                                                                                 | Walkenbrückenstraße 4 Karte                                    | |                                | 27.08.1986       | 40              |
| Doppelhaus (ehem. Kotten der Marienburg)                                                                     | Doppelhaus (ehem. Kotten der Marienburg)                                                                     | Lindenallee 72 Karte                                           | |                                |                  | 41              |
| Franz-Darpe-Grabstein auf dem Jakobi-Friedhof                                                                | Franz-Darpe-Grabstein auf dem Jakobi-Friedhof                                                                | Rekener Straße                                                 | |                                |                  | 42              |
| Originalfigur des „hl. Antonius von Padua“ der Familie Kaup-Hertger                                          | Originalfigur des „hl. Antonius von Padua“ der Familie Kaup-Hertger                                          | Goxel Goxel 39 Karte                                           | |                                |                  | 43              |
| Gräftenhof Schulze Gaupel                                                                                    | Gräftenhof Schulze Gaupel                                                                                    | Gaupel Gaupel 30 Karte                                         | |                                |                  | 44              |
| Fachwerkgebäude (ehem. Schafstall) an der Hofanlage Wichmann                                                 | Fachwerkgebäude (ehem. Schafstall) an der Hofanlage Wichmann                                                 | Stevede 22 Karte                                               | |                                |                  | 45              |
| Stirngebäude und Pfeilereinfahrtsituation der ehemaligen Marienburg                                          | Stirngebäude und Pfeilereinfahrtsituation der ehemaligen Marienburg                                          | Borkener Straße Karte                                          | |                                |                  | 46              |
| Bildstock von 1911 an der Hofanlage Lesting                                                                  | Bildstock von 1911 an der Hofanlage Lesting                                                                  | Sükerhook 7 Karte                                              | |                                |                  | 47              |
| Bildstock von 1921 in Harle                                                                                  | Bildstock von 1921 in Harle                                                                                  | Harle 30 Karte                                                 | | 1921                           |                  | 48              |
| Sandsteinkruzifixanlage an der Hofeinfahrt                                                                   | Sandsteinkruzifixanlage an der Hofeinfahrt                                                                   | Stockum 29 Karte                                               | |                                |                  | 49              |
| BW | Heiligenfigur (wahrscheinlich hl. Katharina) der Familie Schulze Hillert                                     | Stevede 36 Karte                                               | Figur befindet sich jetzt im Stadtmuseum Coesfeld |                                |                  | 50              |
| BW | Bildstock in der Nähe der Hofanlage Schulze Schürhoff                                                        | Gaupel 50 Karte                                                | |                                |                  | 51              |
| Ehem. Göpelanlage „Roßmühle“ auf der Hofanlage Wichmann                                                      | Ehem. Göpelanlage „Roßmühle“ auf der Hofanlage Wichmann                                                      | Herteler 32 Karte                                              | |                                |                  | 52              |
| BW | Fachwerk-Speicher auf der Hofanlage Schulze Schürhoff                                                        | Gaupel 50 Karte                                                | |                                |                  | 53              |
| BW | Speichergebäude auf der Hofanlage Wolfert                                                                    | Stevede 8 Karte                                                | |                                |                  | 54              |
| Madonnen-Statue in der Nähe der Hofanlage Klümpers                                                           | Madonnen-Statue in der Nähe der Hofanlage Klümpers                                                           | Sükerhook 10 Karte                                             | |                                |                  | 55              |
| BW | Marienfigur (Holzfigur) der Familie Rüping                                                                   | Coesfelder Berg 13 Karte                                       | |                                |                  | 56              |
| Sandsteinfigur „hl. Petrus“ auf der Hofanlage Hardt                                                          | Sandsteinfigur „hl. Petrus“ auf der Hofanlage Hardt                                                          | Goxel 50 Karte                                                 | |                                |                  | 57              |
| Bildstockanlage mit Eisengitter-Einfriedigung auf der Hofanlage Brocks                                       | Bildstockanlage mit Eisengitter-Einfriedigung auf der Hofanlage Brocks                                       | Flamschen 24 Karte                                             | |                                |                  | 58              |
| BW | Steinfigur „Skulptur der hl. Margaretha“ des Herrn Josef Bücking                                             | Südring 34 Karte                                               | Figur versetzt? Steht nicht am Südring 34 |                                |                  | 59              |
| Bahnhof der Deutschen Bundesbahn Coesfeld-Lette                                                              | Bahnhof der Deutschen Bundesbahn Coesfeld-Lette                                                              | Lette Bahnhofsallee Karte                                      | |                                |                  | 60              |
| BW | Schrankenwärterstation 43 im Ortsteil Lette                                                                  | Lette Jodenstraße Karte                                        | Bei den starken Schneefällen im November 2005 wurde der Posten 43 derart stark beschädigt, dass er wenige Tage später von der Deutschen Bahn AG vollständig abgerissen wurde. Ein Nachbau befindet sich im Museumsgarten des Bahnhofs Lette. |                                |                  | 61              |
| Bildstockanlage mit Sandsteinmadonna und Renaissance-Säulen auf der Hofanlage der Familie Hautmann           | Bildstockanlage mit Sandsteinmadonna und Renaissance-Säulen auf der Hofanlage der Familie Hautmann           | Stockum 23 Karte                                               | |                                |                  | 62              |
| Lourdes-Grotte mit Sandsteinfigur an der Hofzufahrt der Familie Edeler                                       | Lourdes-Grotte mit Sandsteinfigur an der Hofzufahrt der Familie Edeler                                       | Stockum 15 Karte                                               | |                                |                  | 63              |
| Sandsteinfigur mit Sockelanlage an der Hofzufahrt der Familie Kolve                                          | Sandsteinfigur mit Sockelanlage an der Hofzufahrt der Familie Kolve                                          | Stockum 9 Karte                                                | |                                |                  | 64              |
| Bildstock von 1812 (1798, 1922, 1948) an der Zufahrt des Hofes Langehaneberg (ehemals Focke-Wedewer)         | Bildstock von 1812 (1798, 1922, 1948) an der Zufahrt des Hofes Langehaneberg (ehemals Focke-Wedewer)         | Stockum 6 Karte                                                | |                                |                  | 65              |
| Sandsteinbildstock an Hof Löbberding Coesfeld-Lette                                                          | Sandsteinbildstock an Hof Löbberding Coesfeld-Lette                                                          | Lette Stripperhook 6 Karte                                     | |                                |                  | 66              |
| Hochkreuz auf neugotischem Sockel                                                                            | Hochkreuz auf neugotischem Sockel                                                                            | Lette Karte                                                    | |                                |                  | 67              |
| ehemalige Kornbrennerei Bernhard Wiegmann                                                                    | ehemalige Kornbrennerei Bernhard Wiegmann                                                                    | Lette Letter Berg 102 Karte                                    | |                                |                  | 68              |
| Hofkapelle (Ende 19. Jh.)                                                                                    | Hofkapelle (Ende 19. Jh.)                                                                                    | Lette Letter Berg 100 Karte                                    | |                                |                  | 69              |
| Reiningsmühle, ehemalige Wassermühle, heute Vereinsheim des Sportvereins DJK Eintracht Coesfeld VBRS e. V.   | Reiningsmühle, ehemalige Wassermühle, heute Vereinsheim des Sportvereins DJK Eintracht Coesfeld VBRS e. V.   | Reiningstraße 12 Karte                                         | | 1. Hälfte des 19. Jahrhunderts |                  | 70              |
| Grenzstein „Fredesteen“                                                                                      | Grenzstein „Fredesteen“                                                                                      | Dülmener Straße / Karlstraße Karte                             | |                                |                  | 71              |
| Grenzstein „Fredesteen“                                                                                      | Grenzstein „Fredesteen“                                                                                      | Am Fredesteen (Wendeplatz) Karte                               | |                                |                  | 72              |
| Grenzstein „Fredesteen“                                                                                      | Grenzstein „Fredesteen“                                                                                      | Stadtwaldallee/Hexenweg Karte                                  | |                                |                  | 73              |
| Grenzstein „Fredesteen“                                                                                      | Grenzstein „Fredesteen“                                                                                      | Holtwicker Straße / Konrad-Adenauer-Ring Karte                 | |                                |                  | 74              |
| „Kruzifixus“ am Gabelkreuz, 19. Jh., auf dem Friedhofsgelände an der Friedrich-Ebert-Straße (ehem. Burgwall) | „Kruzifixus“ am Gabelkreuz, 19. Jh., auf dem Friedhofsgelände an der Friedrich-Ebert-Straße (ehem. Burgwall) | Friedrich-Ebert-Straße Karte                                   | |                                |                  | 75              |
| „Neugotisches Hochkreuz“, um 1900, auf dem Jakobi-Friedhof                                                   | „Neugotisches Hochkreuz“, um 1900, auf dem Jakobi-Friedhof                                                   | Rekener Straße / Friedhofsallee                                | |                                |                  | 76              |
| | Grabstätte des Justizrates August Giese (1803 – 187.) auf dem Lamberti-Friedhof (von 1903)                   | Billerbecker Straße                                            | |                                |                  | 77              |
| Kreuzigungsgruppe Maria und Johannes unter dem Kreuz (18. Jh.)                                               | Kreuzigungsgruppe Maria und Johannes unter dem Kreuz (18. Jh.)                                               | Borkener Straße / Am Weißen Kreuz Karte                        | |                                |                  | 78              |
| weitere Bilder                                                                                               | Wegekreuz (um 1900)                                                                                          | Holtwicker Str./ Citadelle Karte                               | |                                |                  | 79              |
| Zweigeschossiges, fünfachsiges Haus auf hohem Sockel, bez. 1905–1906                                         | Zweigeschossiges, fünfachsiges Haus auf hohem Sockel, bez. 1905–1906                                         | Münsterstraße 30 / Katthagen Karte                             | |                                |                  | 80              |
| Sandsteinfigur hl. Nepomuk (18. Jh.)                                                                         | Sandsteinfigur hl. Nepomuk (18. Jh.)                                                                         | Mühlenplatz (Ufermauer) Karte                                  | |                                |                  | 81              |
| Kriegerdenkmalanlage von 1899                                                                                | Kriegerdenkmalanlage von 1899                                                                                | Borkener Straße (Basteiwall) Karte                             | | 1899                           |                  | 82              |
| Sandsteinfigur St. Ludger (18. Jh.) an der Brückenmauer der Berkelumflut                                     | Sandsteinfigur St. Ludger (18. Jh.) an der Brückenmauer der Berkelumflut                                     | Loddeallee Karte                                               | |                                |                  | 83              |
| Marktkreuz (1961 erneuert)                                                                                   | Marktkreuz (1961 erneuert)                                                                                   | Marktplatz Karte                                               | |                                |                  | 84              |
| Sandsteinbildstock (hl. Laurentius) auf dem Vorplatz der Laurentiuskirche                                    | Sandsteinbildstock (hl. Laurentius) auf dem Vorplatz der Laurentiuskirche                                    | Am Tüskenbach Karte                                            | |                                |                  | 85              |
| Sandsteinstatue hl. Nepomuk (18. Jh.)                                                                        | Sandsteinstatue hl. Nepomuk (18. Jh.)                                                                        | Holtwicker Straße 80a (Bräutigams Busch) Karte                 | |                                |                  | 86              |
| Sandsteinfigur (hl. Nepomuk) (18. Jh.) auf der Brüstungsmauer der Berkelumflut                               | Sandsteinfigur (hl. Nepomuk) (18. Jh.) auf der Brüstungsmauer der Berkelumflut                               | Münsterstraße Karte                                            | |                                |                  | 87              |
| Jüdischer Friedhof von 1865, 1. Viertel 20. Jh.                                                              | Jüdischer Friedhof von 1865, 1. Viertel 20. Jh.                                                              | Osterwicker Straße Karte                                       | |                                |                  | 88              |
| Wegestation (ca. 1850, Gehäuse 1950)                                                                         | Wegestation (ca. 1850, Gehäuse 1950)                                                                         | Basteiwall Karte                                               | |                                |                  | 89              |
| Dreigeschossiges Giebelgebäude mit geschwungenen Giebelabtreppungen                                          | Dreigeschossiges Giebelgebäude mit geschwungenen Giebelabtreppungen                                          | Schüppenstraße 17 Karte                                        | |                                |                  | 90              |
| weitere Bilder                                                                                               | Haus Loburg                                                                                                  | Sirksfeld 1 Karte                                              | |                                |                  | 91              |
| Bildstockanlage (von 1738)                                                                                   | Bildstockanlage (von 1738)                                                                                   | Lette Ecke Bergstraße / Geer Karte                             | | 1738                           |                  | 92              |
| Bildstockanlage (Ende 18. Jh.) auf dem Gelände des „Höltings Hofes“                                          | Bildstockanlage (Ende 18. Jh.) auf dem Gelände des „Höltings Hofes“                                          | Lette Karte                                                    | |                                |                  | 93              |
| Marienstatue von 1925                                                                                        | Marienstatue von 1925                                                                                        | Lette Coesfelder Straße/Fußgängerweg zur Johannes-Kirche Karte | |                                |                  | 94              |
| Kapelle (Ende 19. /Anfang 20. Jh.)                                                                           | Kapelle (Ende 19. /Anfang 20. Jh.)                                                                           | Lette Letter Berg 102 Karte                                    | |                                |                  | 95              |
| weitere Bilder                                                                                               | Zentralwerkstatt für Katastrophenschutz (ehem. SA-Schulungsheim) Lette                                       | Lette Bruchstraße 215 Karte                                    | Barackenlager Lette |                                |                  | 96              |
| BW | Dreigeschossiger Fachwerkspeicher mit Bildstock auf der Hofanlage Ahaus                                      | Gaupel 16 Karte                                                | |                                |                  | 97              |
| BW | Zweigeschossiger Fachwerkspeicher auf der Hofanlage Rickert                                                  | Gaupel 35 Karte                                                | |                                |                  | 98              |
| BW | Marienfigur – bez. 1906 – in der Nähe der Hofanlage Rickert                                                  | Gaupel 35 Karte                                                | |                                |                  | 99              |
| Bildstockanlage – 1852 – an der K 42 in der Nähe der Hofanlage Niehoff                                       | Bildstockanlage – 1852 – an der K 42 in der Nähe der Hofanlage Niehoff                                       | Gaupel 40 Karte                                                | | 1852                           |                  | 100             |
| ehem. Bauernhaus – bez. 1806 -                                                                               | ehem. Bauernhaus – bez. 1806 -                                                                               | Harle 37 Karte                                                 | |                                |                  | 101             |
| Kapelle von 1920 auf der Hofanlage Spork gt. Hemsing                                                         | Kapelle von 1920 auf der Hofanlage Spork gt. Hemsing                                                         | Harle 86 Karte                                                 | | 1920                           |                  | 102             |
| Herz-Jesu-Statue (um 1937) auf der Hofanlage Heming                                                          | Herz-Jesu-Statue (um 1937) auf der Hofanlage Heming                                                          | Flamschen 37 Karte                                             | |                                |                  | 103             |
| Fachwerkkötterhaus (ehem. Heuerlingshaus)                                                                    | Fachwerkkötterhaus (ehem. Heuerlingshaus)                                                                    | Flamschen 41 Karte                                             | |                                |                  | 104             |
| Neugotische Pfarrkirche St. Joseph (Ende 19. Jh.)                                                            | Neugotische Pfarrkirche St. Joseph (Ende 19. Jh.)                                                            | Stevede 39 Karte                                               | |                                |                  | 105             |
| Sandsteinrelief (18. Jh.) in der Pfarrkirche St. Joseph                                                      | Sandsteinrelief (18. Jh.) in der Pfarrkirche St. Joseph                                                      | Stevede 39 Karte                                               | |                                |                  | 106             |
| eingeschossiger Fachwerkspeicher (von 1826)                                                                  | eingeschossiger Fachwerkspeicher (von 1826)                                                                  | Sirksfeld 4 Karte                                              | |                                |                  | 107             |
| Fragment einer Martersäule in der Pfarrkirche Maria Frieden                                                  | Fragment einer Martersäule in der Pfarrkirche Maria Frieden                                                  | Kalksbecker Weg 37 Karte                                       | |                                |                  | 108             |
| Hofkreuz – datiert 1864                                                                                      | Hofkreuz – datiert 1864                                                                                      | Stevede 30 Karte                                               | |                                |                  | 109             |
| Sandsteinbildstock (Ende 18. Jh.)                                                                            | Sandsteinbildstock (Ende 18. Jh.)                                                                            | Lette Pascherhook 8 Karte                                      | |                                |                  | 110             |
| BW | Madonnen-Statue aus Baumberger Sandstein (Entstehungszeit 15. Jh.)                                           | Brink 6a Karte                                                 | Statue versetzt? Steht nicht am Standort Brink 6a |                                |                  | 111             |
| ehemaliges Kutschenhaus, Haus Loburg                                                                         | ehemaliges Kutschenhaus, Haus Loburg                                                                         | Sirksfeld 1 Karte                                              | |                                |                  | 112             |
| Fachwerkbauernhaus                                                                                           | Fachwerkbauernhaus                                                                                           | Lette Letter Bruch 10 Karte                                    | |                                |                  | 113             |
| Rathaus, Bauzeit um 1955                                                                                     | Rathaus, Bauzeit um 1955                                                                                     | Markt 8 Karte                                                  | |                                |                  | 114             |
| Betriebswasserturm der ehemaligen Buntweberei Crone                                                          | Betriebswasserturm der ehemaligen Buntweberei Crone                                                          | Borkener Straße 63 Karte                                       | |                                |                  | 115             |
| Forstverwaltungsgebäude                                                                                      | Forstverwaltungsgebäude                                                                                      | Osterwicker Straße 12 Karte                                    | |                                |                  | 116             |
| BW | Jakobischule                                                                                                 | Coesfeld Franz-Darpe-Straße 13 Karte                           | |                                | 14.06.2016       | 117             |
| BW | Schul- und Sportzentrum                                                                                      | Coesfeld Holtwicker Straße Karte                               | |                                | 16.03.2017       | 118             |
| BW | Haupthaus der Hofstelle Bühlbach 2 sowie ein in Fachwerk errichtetes Nebengebäude                            | Lette Bühlbach 2 Karte                                         | |                                | 18.12.2017       | 119             |
| BW | Lambertischule                                                                                               | Coesfeld Katthagen 19 Karte                                    | |                                | 11.02.2019       | 120             |
| BW | Gesamtgebäude der Hausbesitzung                                                                              | Coesfeld Mühlenstraße 23 Karte                                 | |                                | 26.01.2021       | 121             |